# Elimination Chamber (2019)
Elimination Chamber (2019) foi um evento de luta livre profissional produzido pela WWE e transmitido em formato pay-per-view(PPV) pelo WWE Network e contou com a participação de lutadores das marcas Raw, SmackDown e 205 Live. Foi realizado no dia 17 de fevereiro de 2019, no Toyota Center, em Houston, Texas. Foi o nono evento promovido sob a cronologia  Elimination Chamber.
Sete lutas foram disputadas no evento, incluindo uma no pré-show. No evento principal, Daniel Bryan derrotou AJ Styles, Samoa Joe, Kofi Kingston, Randy Orton e Jeff Hardy em uma luta Elimination Chamber para reter o Campeonato da WWE. Em outras lutas, The Boss 'n' Hug Connection (Bayley e Sasha Banks) venceram a luta Elimination Chamber para se tornarem as primeiras Campeãs Femininas de Duplas. Finn Bálor derrotou Bobby Lashley e Lio Rush em uma luta handicap 2- contra-1 para vencer o Campeonato Intercontinental Championship, e Ronda Rousey derrotou Ruby Riott para reter o Campeonato Feminino do Raw.

## Produção

### Conceito
Elimination Chamber é uma gimmick de pay-per-view produzido pela WWE em 2010. Tem sido produzido todos os anos, exceto em 2016, e geralmente é realizado em fevereiro. O conceito do show é que uma ou duas lutas sejam disputadas dentro do Elimination Chamber, seja com títulos ou oportunidades futuras por títulos em jogo. O evento de 2019 foi o nono evento sob a cronologia Elimination Chamber e contou com lutadores das marcas Raw, SmackDown e 205 Live, como após a WrestleMania 34 em abril de 2018, todos os pay-per-views da WWE deixaram de ser exclusivos de uma marca. O evento de 2019 contou com a primeira luta Elimination Chamber de duplas femininas, e foi a segunda luta de duplas a ocorrer.
Desde 2011, o show é promovido como "No Escape" na Alemanha, pois teme-se que o nome "Elimination Chamber" possa lembrar as pessoas das câmaras de gás usadas durante o Holocausto.

### Histórias
O card foi composto por sete lutas, incluindo uma no pré-show. As lutas resultaram de enredos roteirizados, onde os lutadores retratavam heróis, vilões ou personagens menos distintos em eventos roteirizados que geravam tensão e culminavam em uma luta ou série de lutas. Os resultados foram predeterminados pelos escritores da WWE nas marcas Raw, SmackDown e 205 Live, com histórias produzidas em seus programas semanais de televisão, Monday Night Raw, SmackDown Live, e o 205 Live.
Em 24 de dezembro de 2018, em um episódio do Raw, o presidente da WWE, Vince McMahon, anunciou que um novo Campeonato Feminino de Duplas seria introduzido em 2019. Em 14 de janeiro de 2019, no Raw, um segmento do "A Moment of Bliss", Alexa Bliss revelou os cinturões do campeonato e revelou que as campeãs inaugurais seriam determinadas no Elimination Chamber em uma lutaElimination Chamber de duplas, com três times do Raw e SmackDown cada, tornando o título não exclusivo para nenhuma das marcas. As lutas de qualificação para determinar as três equipes do Raw aconteceram nos episódios do Raw de 28 de janeiro e 4 de fevereiro: as equipes de Nia Jax e Tamina, The Riott Squad (representado por Liv Morgan e Sarah Logan) e The Boss 'n' Hug Connection (Bayley e Sasha Banks) qualificaram-se derrotando as equipes de Bliss e Mickie James, Natalya e Dana Brooke, e Alicia Fox e Nikki Cross, respectivamente. Devido ao seu plantel menor, nenhuma luta de qualificação foi realizada para o SmackDown e, em vez disso, as equipes de Sonya Deville e Mandy Rose, The IIconics (Billie Kay e Peyton Royce) e Naomi e Carmella anunciaram sua participação. Nos episódios do Raw e SmackDown de 11 de fevereiro e 12 de fevereiro, ocorreram combates triple threat de duplas entre as três equipes das respectivas marcas para determinar quais duas equipes iniciariam a luta no Elimination Chamber. Bayley e Rose foram derrotadas em suas respectivas lutas, fazendo de Banks e Bayley, e Deville e Rose as primeiras participantes da luta.
No Royal Rumble, The Miz e Shane McMahon derrotaram The Bar (Cesaro e Sheamus) para vencerem o Campeonato de Duplas do SmackDown. No episódio seguinte do SmackDown, The Usos (Jey Uso e Jimmy Uso) derrotaram The Bar, The New Day (representado por Big E e Kofi Kingston) e Heavy Machinery (Otis Dozovic e Tucker Knight) em uma luta fatal-four way eliminatória de duplas para ganharem uma luta pelo título no Elimination Chamber.
No Royal Rumble, Daniel Bryan derrotou AJ Styles para reter o Campeonato da WWE com a ajuda de Rowan. No episódio seguinte do SmackDown, Bryan, junto com Rowan, descartou o título com capa de couro padrão com placas de metal em uma lata de lixo e introduziu um novo cinto personalizado feito de cânhamo e madeira. Styles então confrontou Bryan e Rowan, seguidos por Randy Orton, Samoa Joe, Jeff Hardy e Mustafa Ali. Depois de uma briga que se seguiu, o COO da WWE Triple H escalou Bryan para defender o título contra os cinco em uma luta Elimination Chamber no pay-per-view. Uma luta gauntlet entre os seis foi marcada para o episódio de 12 de fevereiro para determinar quem entraria na luta por último. Devido a uma lesão, no entanto, Ali foi retirado da luta e substituído por Kofi Kingston do The New Day. Orton venceu a luta, tornando-se o último a entrar na luta.
No Raw de 4 de fevereiro, a Campeã Feminina do Raw, Ronda Rousey, lançou um desafio aberto para o título. O Riott Squad (Ruby Riott, Liv Morgan e Sarah Logan) apareceu e Morgan aceitou o desafio, mas foi derrotada. Imediatamente depois, Logan se adiantou, mas também foi derrotada. Riott não tentou desafiar Rousey e, em vez disso, recuou com seu Esquadrão. Em uma entrevista nos bastidores, Riott afirmou que estava garantindo que suas companheiras de equipe estavam bem e afirmou que ela poderia derrotar Rousey a qualquer momento. Mais tarde, foi revelado que Rousey defenderia seu título contra Riott no Elimination Chamber.
No Raw de 28 de janeiro, enquanto Finn Bálor tratava de sua derrota para o Campeão Universal Brock Lesnar no Royal Rumble, ele foi interrompido pelo Campeão Intercontinental Bobby Lashley e seu manager Lio Rush. Lashley afirmou que era melhor do que Lesnar e então atacou Bálor. Na semana seguinte, Bálor estava escalado para enfrentar Lashley, mas Lashley fez com que Bálor enfrentasse Rush. Lashley afirmou que dependendo do desempenho de Bálor, ele consideraria dar a ele uma chance pelo título, mas antes que a luta pudesse começar, Lashley atacou Bálor. Apesar disso, Bálor derrotou Rush. Bálor foi então escalado para enfrentar Lashley e Rush em uma luta handicap no Elimination Chamber com o Campeonato Intercontinental de Lashley em jogo.
Durante o segundo semestre de 2018, o Baron Corbin atuou como Gerente Geral Interino do Raw. Durante este tempo, Braun Strowman estava se recusando a receber as ordens de Corbin que cusou a Strowman o Campeonato Universal na Crown Jewel. No TLC: Tables, Ladders & Chairs, Strowman derrotou Corbin, tirando assim Corbin de seu poder de autoridade e ganhando outra luta pelo Campeonato Universal no Royal Rumble. No entanto, Corbin também fez com que Strowman perdesse esta oportunidade de título. Após um confronto entre os dois no episódio de 14 de janeiro do Raw, Strowman perseguiu Corbin até a área dos bastidores onde Corbin se escondeu no que mais tarde foi revelado ser a limusine de Vince McMahon. Strowman destruiu a limusine, resultando na multa de McMahon de $100.000 e no cancelamento de sua luta pelo título. Strowman e Corbin continuaram brigando um com o outro nas semanas seguintes e uma luta sem desqualificação entre os dois foi marcada para o Elimination Chamber.
No pré-show do Royal Rumble, Buddy Murphy derrotou Kalisto, Akira Tozawa e Hideo Itami em uma luta fatal four-way para manter o Campeonato dos Pesos Médios. Em 5 de fevereiro de 2019, no episódio do 205 Live, Tozawa derrotou Cedric Alexander, Lio Rush e Humberto Carrillo em uma luta fatal four-way eliminatória para ganhar outra luta pelo título contra Murphy no pré-show do Elimination Chamber.

## Evento
| Função:                   | Nome:                                                          |
| ------------------------- | -------------------------------------------------------------- |
| Comentaristas em inglês   | Michael Cole (Raw/Luta Elimination Chamber feminina de duplas) |
| Comentaristas em inglês   | Corey Graves (Raw/SmackDown/Ambas lutas Elimination Chamber)   |
| Comentaristas em inglês   | Renee Young (Raw/Luta Elimination Chamber feminina de duplas)  |
| Comentaristas em inglês   | Tom Phillips (SmackDown)                                       |
| Comentaristas em inglês   | Byron Saxton (SmackDown)                                       |
| Comentaristas em inglês   | Vic Joseph (205 Live)                                          |
| Comentaristas em inglês   | Nigel McGuinness (205 Live)                                    |
| Comentaristas em inglês   | Inglês Aiden (205 Live)                                        |
| Comentaristas em inglês   | Beth Phoenix (Luta Elimination Chamber feminina de duplas)     |
| Comentaristas em espanhol | Carlos Cabrera                                                 |
| Comentaristas em espanhol | Marcelo Rodríguez                                              |
| Comentaristas em alemão   | Carsten Schaefer                                               |
| Comentaristas em alemão   | Tim Haber                                                      |
| Comentaristas em alemão   | Calvin Knie                                                    |
| Anunciadores de ringue    | Greg Hamilton (SmackDown/205 Live)                             |
| Anunciadores de ringue    | Mike Rome (Raw/Luta Elimination Chamber feminina de duplas)    |
| Árbitros                  | Danilo Anfibio                                                 |
| Árbitros                  | Jason Ayers                                                    |
| Árbitros                  | Mike Chioda                                                    |
| Árbitros                  | John Cone                                                      |
| Árbitros                  | Dan Engler                                                     |
| Árbitros                  | Darrick Moore                                                  |
| Árbitros                  | Chad Patton                                                    |
| Entrevistadores           | Charly Caruso                                                  |
| Entrevistadores           | Dasha Fuentes                                                  |
| Entrevistadores           | Kayla Braxton                                                  |
| Painel do pré-show        | Jonathan Coachman                                              |
| Painel do pré-show        | Beth Phoenix                                                   |
| Painel do pré-show        | Booker T                                                       |
| Painel do pré-show        | Sam Roberts                                                    |

### Pré-show
Durante o pré-show do Elimination Chamber, Buddy Murphy defendeu o Campeonato dos Pesos Médios contra Akira Tozawa. No clímax, Murphy executou o "Murphy's Law" em Tozawa para manter o título.

### Lutas preliminares
O pay-per-view começou com a luta Elimination Chamber de duplas femininas para determinar as Campeãs Femininas de Duplas. The Boss 'n' Hug Connection (Bayley e Sasha Banks) e Mandy Rose e Sonya Deville começaram primeiro devido a uma estipulação pré-luta. O Riott Squad (representado por Liv Morgan e Sarah Logan) foram as terceiras a entrar. as quartas a entrarem foram as The IIconics (Billie Kay e Peyton Royce), seguidas por Naomi e Carmella. as IIconics executaram um roll-up assistido em Naomi para eliminar Naomi e Carmella. As últimas a entrar foram Nia Jax e Tamina, que executaram Samoan drops em Kay e Royce para eliminar The IIconics. Tamina executou um "Superfly Splash" em Logan e Morgan para eliminar o The Riott Squad. Jax tentou realizar um Spear em Bayley, no entanto, Bayley evitou Jax, que colidiu com um pod, nocauteando-se. Bayley então realizou um diving elbow drop em Tamina, e ela, Banks, Deville e Rose coletivamente imobilizaram Tamina para eliminar Nia Jax e Tamina. No clímax, Banks forçou Deville a submeter-se ao "Bank Statement", assim, The Boss 'n' Hug Connection foram coroadas as primeiras Campeãs Femininas de Duplas da WWE. Após a luta, Bayley e Banks fizeram uma promo dizendo que era o resultado de seu trabalho duro e determinação.
Em seguida, The Miz e Shane McMahon defenderam o Campeonato de Duplas do SmackDown contra The Usos (Jey Uso e Jimmy Uso). No final, Miz executou um "Skull Crushing Finale" em Jimmy; No entanto, quando Miz tentou o pin, Jimmy respondeu com um crucifixo para ganhar o título pela quarta vez.
Depois disso, Bobby Lashley defendeu o Campeonato Intercontinental em uma luta de handicap em que se juntou a Lio Rush para enfrentar Finn Bálor. No final, Bálor aplicou um "Coup de Gráce" em Rush para vencer título de Lashley. Após a luta, um irado Lashley atacou Rush com um Thrust Spinebuster e foi embora.
Na quarta luta, Ronda Rousey defendeu o Campeonato Feminino do Raw contra Ruby Riott. No final, Rousey forçou Riott a se submeter ao armlock em 100 segundos. Charlotte Flair, oponente de Rousey na WrestleMania 35 que sentou ao lado do ringue para acompanhar a luta, entrou no ringue e olhou para Rousey até que Becky Lynch, oponente original de Rousey na WrestleMania que foi suspensa, emergiu da multidão de muletas. Lynch então atacou Flair com uma muleta enquanto Rousey assistia. Lynch entregou a Rousey a outra muleta para também atacar Flair, mas ela mesma atacou Rousey com uma muleta. O pessoal de segurança emergiu e escoltou Lynch para fora do prédio.
Na penúltima luta, Braun Strowman enfrentou Baron Corbin em uma luta sem desqualificação. No meio da luta, Drew McIntyre saiu para ajudar Corbin, seguido por Bobby Lashley. No clímax, Corbin, McIntyre e Lashley executaram uma powerbomb triplo em Strowman fora dos degraus de aço através de duas mesas, permitindo a Corbin imobilizar Strowman para vencer a luta.

### Evento principal
No evento principal, Daniel Bryan defendeu o Campeonato da WWE em uma luta Elimination Chamber contra Kofi Kingston, AJ Styles, Jeff Hardy, Randy Orton e Samoa Joe. Bryan e Joe começaram a luta. Kingston entrou em terceiro. O quarto participante foi Styles, que eliminou Joe com um "Phenomenal Forearm" . Hardy entrou em quinto lugar, mas foi eliminado por Bryan após um running knee. O último a entrar foi Orton, que conquistou esse direito ao vencer a luta gauntlet no "SmackDown". Enquanto Styles tentava um "Phenomenal Forearm" em Kingston, Orton pegou Styles com um "RKO" para eliminá-lo. Pouco depois, Kingston acertou Orton com um "Trouble in Paradise" para eliminar Orton, deixando Kingston e Bryan como os dois finalistas. Depois de vários kick outs, Bryan eliminou Kingston após um running knee para reter o título. Após a luta, um desapontado Kingston foi acompanhado por seus parceiros do New Day, Big E e Xavier Woods, enquanto os fãs gritavam para mostrar sua gratidão a Kingston.

## Depois do evento

### Raw
Na noite seguinte no Raw, as primeiras Campeãs Femininas de Duplas, The Boss 'n' Hug Connection, afirmaram que iriam defender os títulos no Raw, SmackDown e NXT. Elas foram então confrontadas por Nia Jax e Tamina, que queriam ser as primeiras desafiantes. Jax então zombou de Banks e afirmou que sempre que Banks ganha um título, ela o perde em sua primeira defesa.
Braun Strowman e Baron Corbin tiveram uma revanche em uma luta de mesas que Strowman venceu.
O novo campeão intercontinental Finn Bálor falou sobre sua vitória. Rush interrompeu Bálor e foi atacado pelas costas pelo ex-campeão Bobby Lashley. Ricochet convocado pelo NXT veio em auxílio de Bálor e ele se juntou a Bálor em sua luta de estreia no Raw para enfrentar Lashley e Rush, no qual Ricochet derrotou Rush para vencer a luta.
Ruby Riott teve uma revanche contra a Campeã Feminina do Raw, Ronda Rousey. Apesar da interferência do Riott Squad (Liv Morgan e Sarah Logan) na luta, Riott perdeu mais uma vez.

### SmackDown
No episódio seguinte do SmackDown, uma luta de trios foi agendada, colocando o campeão da WWE Daniel Bryan, Samoa Joe e Randy Orton contra Kofi Kingston, AJ Styles e Jeff Hardy. Kingston venceu a luta para seu time ao imobilizar Bryan. Posteriormente, Kingston ganhou uma luta pelo Campeonato da WWE contra Bryan no Fastlane. Na semana seguinte, entretanto, Vince McMahon substituiu Kingston por Kevin Owens.
The Miz se desculpou com Shane McMahon por custar-lhes o Campeonato de Duplas do SmackDown e implorou a Shane para agendar uma revanche, já que Shane tinha poder para fazê-lo. Depois que os novos campeões The Usos insultaram Miz, Shane marcou uma revanche para o Fastlane.
Em um segmento no backstage, a Campeã Feminina do SmackDown Asuka foi interrompida por Sonya Deville e Mandy Rose. Rose desafiou Asuka em uma luta sem título e a derrotou devido a Asuka ser distraída por Lacey Evans.
Charlotte Flair abordou o ataque de Becky Lynch e se gabou de ter ferido novamente o joelho de Lynch em um house show na noite anterior ao pay-per-view. Flair então reiterou a declaração de Triple H na noite anterior no Raw, dizendo que Lynch seria presa na próxima vez que ela quebrasse sua suspensão.

### 205 Live
No episódio seguinte do 205 Live, o gerente geral Drake Maverick agendou um torneio para determinar o oponente de Buddy Murphy pelo Campeonato dos Pesos Médios na WrestleMania 35.

## Resultados
| Nº                                          | Resultados | Estipulações                                                | Tempo |
| ------------------------------------------- | --- | ----------------------------------------------------------- | ----- |
| Pré- show                                   | Buddy Murphy (c) derrotou Akira Tozawa | Luta individual pelo Campeonato dos Pesos Médios            | 13:25 |
| 1                                           | The Boss 'n' Hug Connection (Bayley e Sasha Banks) derrotaram Carmella e Naomi, Mandy Rose e Sonya Deville, Nia Jax e Tamina, The IIconics (Billie Kay Peyton Royce), e The Riott Squad (Liv Morgan e Sarah Logan) | Luta Elimination Chamber pelo Campeonato Feminino de Duplas | 33:00 |
| 2                                           | The Usos (Jey Uso e Jimmy Uso) derrotaram The Miz e Shane McMahon (c) | Luta de duplas pelo Campeonato de Duplas do SmackDown       | 14:10 |
| 3                                           | Finn Bálor derrotou Bobby Lashley (c) e Lio Rush | Luta handicap pelo Campeonato Intercontinental              | 9:30  |
| 4                                           | Ronda Rousey (c) derrotou Ruby Riott por submissão | Luta individual pelo Campeonato Feminino do Raw             | 1:40  |
| 5                                           | Baron Corbin derrotou Braun Strowman | Luta sem desqualificação                                    | 10:50 |
| 6                                           | Daniel Bryan (c) derrotou AJ Styles, Jeff Hardy, Kofi Kingston, Randy Orton, e Samoa Joe | Luta Elimination Chamber pelo Campeonato da WWE             | 36:40 |
| (c) – Refere-se aos campeões antes da luta. | |                                                             |       |

### Luta Elimination Chamber pelo Campeonato Feminino de Duplas
| Ordem de eliminação | Lutadora (Equipe)                                  | Ordem de entrada | Eliminadas por                                  | Método    | Tempo |
| ------------------- | -------------------------------------------------- | ---------------- | ----------------------------------------------- | --------- | ----- |
| 1º                  | Naomi (Carmella e Naomi)                           | 5º               | Billie Kay e Peyton Royce                       | Pinfall   | 17:10 |
| 2º                  | The Iiconics (Billie Kay e Peyton Royce)           | 4º               | Nia Jax e Tamina                                | Pinfall   | 20:15 |
| 3º                  | The Riott Squad (Liv Morgan e Sarah Logan)         | 3º               | Tamina                                          | Pinfall   | 25:05 |
| 4º                  | Tamina (Nia Jax e Tamina)                          | 6º               | Sasha Banks, Bayley, Mandy Rose e Sonya Deville | Pinfall   | 27:05 |
| 5º                  | Sonya Deville (Mandy Rose e Sonya Deville)         | 1º               | Sasha Banks                                     | Submissão | 33:00 |
| Vencedoras          | The Boss 'n' Hug Connection (Bayley e Sasha Banks) | 2º               |                                                 |           |       |

### Luta Elimination Chamber pelo Campeonato da WWE
| Ordem de eliminação | Lutador       | Ordem de eliminação | Eliminado por | Método  | Tempo |
| ------------------- | ------------- | ------------------- | ------------- | ------- | ----- |
| 1º                  | Samoa Joe     | 1º                  | AJ Styles     | Pinfall | 14:35 |
| 2º                  | Jeff Hardy    | 5º                  | Daniel bryan  | Pinfall | 18:00 |
| 3º                  | AJ Styles     | 4º                  | Randy Orton   | Pinfall | 22:25 |
| 4º                  | Randy Orton   | 6º                  | Kofi Kingston | Pinfall | 24:05 |
| 5º                  | Kofi Kingston | 3º                  | Daniel bryan  | Pinfall | 36:40 |
| Vencedor            | Daniel bryan  | 2º                  |               |         |       |